# (16924) 1998 FL61
A (16924) 1998 FL61 a Naprendszer kisbolygóövében található aszteroida. A LINEAR projekt keretében fedezték fel 1998. március 20-án.